# Seznam rondelů v Česku
Seznam rondelů (barokních a jiných rotund) v České republice:
- Rotunda (Kroměříž) v Květné zahradě v Kroměříži
- Rondel (Jindřichův Hradec), hudební pavilon v areálu zámku v Jindřichově Hradci
- Kostel svatého Rocha (Žižkov)
- Kaple svaté Máří Magdaleny (Holešovice)
- Kunštátská kaple
- Kaple Smrtelných úzkostí Kristových (Kokašice), Ovčí vrch
- Kaple Nanebevzetí Panny Marie (Kupařovice)
- Kaple sv. Gotharda (Český Brod)
- Kaple Narození Páně (Horky nad Jizerou)
- Kaple svatého Prokopa (Měkynec)
- Kaple svatého Václava (Předslavice), vrch Kostelec
- Kaple svatého Václava (Malenice)
- bývalý mléčník v Brné
- Kaple svaté Anny (Lesní Hluboké)
- kostel/kaple Navštívení Panny Marie v Rýmařově-Lipkách
- kaple svatého Josefa (Senice na Hané)